# Palma del martirio
L'antica simbologia della palma del martirio e, in generale, la palma intesa come simbolo del Cristianesimo, si collega all'Oriente, cioè alla terra dove maggiormente si trova questo albero slanciato e vigoroso con possenti pennacchi di foglie disposti a raggio come quelli del sole. Si pensava che la pianta nel fiorire e generare i frutti (e quindi i semi) morisse: il legame con il martirio è quindi dovuto a una simbologia di sacrificio. La stessa simbologia si trova alla base nel motivo della candelabra.

## Significato
Il suo significato è quello della vittoria, dell'ascesa, della rinascita e dell'immortalità. Si collega anche alla fenice e ha la funzione di albero della vita. La palma della dea Vittoria è un'iconografia nata in epoca romana. La simbologia cristiana, presente fin dall'epoca paleocristiana è legata a un passo dei Salmi, dove si dice che come fiorirà la palma così farà il giusto: la palma infatti produce un'infiorescenza quando sembra ormai morta, così come i martiri hanno la loro ricompensa in paradiso.
Nella domenica detta appunto delle Palme la simbologia rimanda all'entrata trionfale di Gesù Cristo in Gerusalemme (Vangeli, Giovanni 12,13) prefigurando in anticipo la Resurrezione dopo la morte. Ugualmente, la palma ha lo stesso valore di simbolo della resurrezione dei martiri (Apocalisse 7, 9).
Nell'antica arte cristiana la palma è raffigurata con la stessa frequenza dell'àncora e della colomba.
La palma del martirio si incontra su epigrafi sepolcrali, sarcofagi, affreschi, lastre e stemmi (vedi palma (araldica)), spesso unita al monogramma di Cristo.
I mosaici raffigurano di preferenza persone che portano in mano i rami: sono i cristiani che hanno riportato la vittoria, morendo fiduciosi per la loro fede. Si riferiscono anche al salmo il giusto fiorirà come palma (91, 13) e al tempio di Re Salomone che era ornato di ricchi motivi di palma (cfr. 1 Re 6,29-32.35; 7, 36; 2 Cr 3,5).
La pianta è anche immagine di Maria, madre di Gesù con riferimento al brano del Cantico dei Cantici: 
La Legenda Aurea scritta da Jacopo da Varagine prese dal vangelo apocrifo di Matteo l'episodio, caro all'arte cristiana, della palma che, durante la fuga in Egitto, si inchinò perché Maria e Giuseppe cogliessero i suoi datteri e fece sgorgare tra le radici una sorgente di acqua fresca. La scena è un modello del paradiso ritrovato e la sorgente, ai piedi dell'albero, simboleggia nella religione cristiana la fonte della vita.
La leggenda del ramo di palma alla morte di Maria non è raffigurata di frequente: per Gerd Heinz-Mohr l'arcangelo Michele, o l'arcangelo Gabriele secondo altri studiosi, reca dal Paradiso un ramo di palma alla madre di Dio come segno della sua morte imminente. Maria lo porge a Giovanni Evangelista che a sua volta lo porta davanti alla bara il giorno della sua sepoltura.
Il ramo a volte è raffigurato con sette punte, simbologia che si evolverà nelle Sette spade dei dolori di Maria.

## Galleria d'immagini

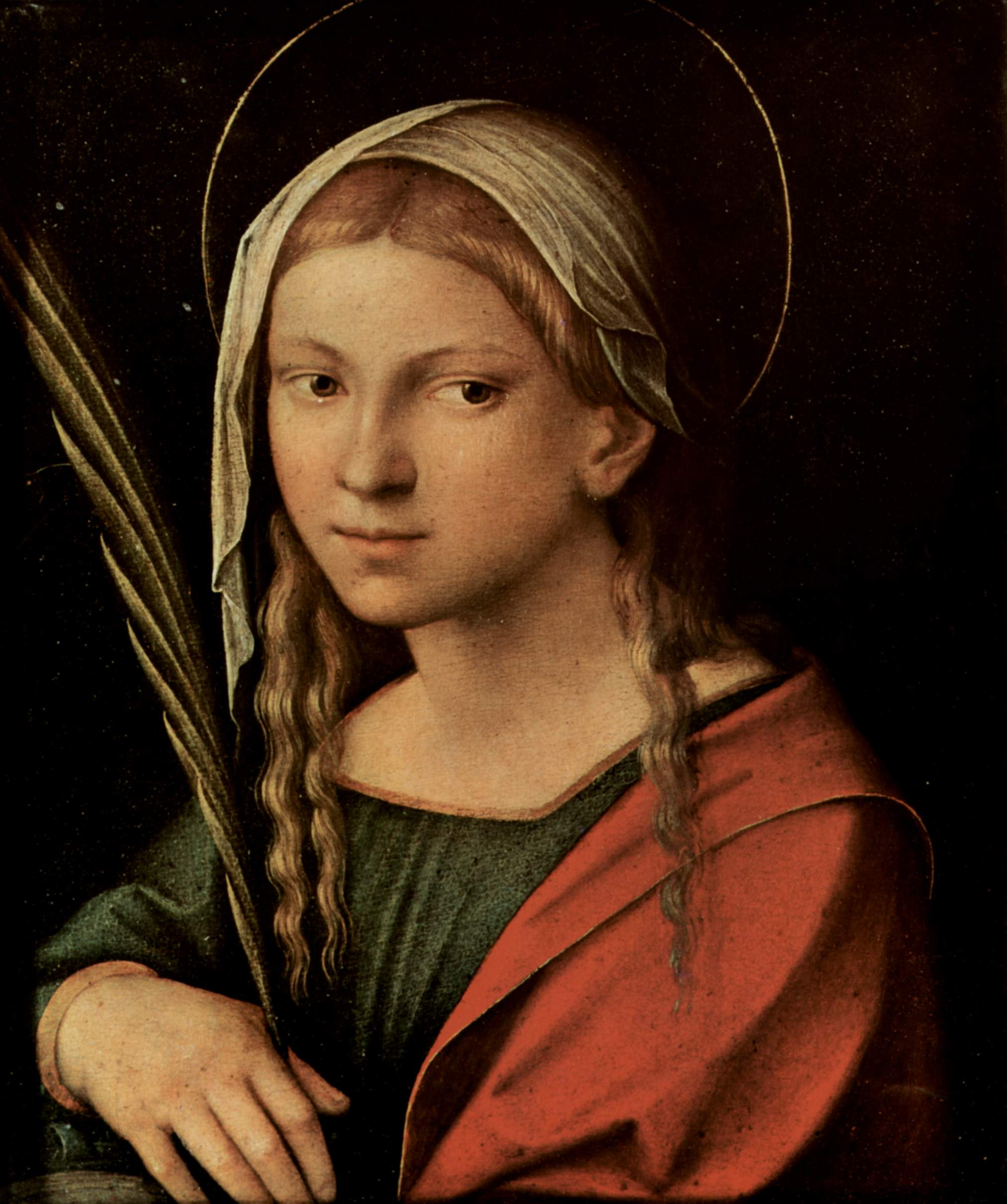
Correggio, Santa Caterina d'Alessandria con la palma del martirio, 1508-1510, National Gallery di Londra
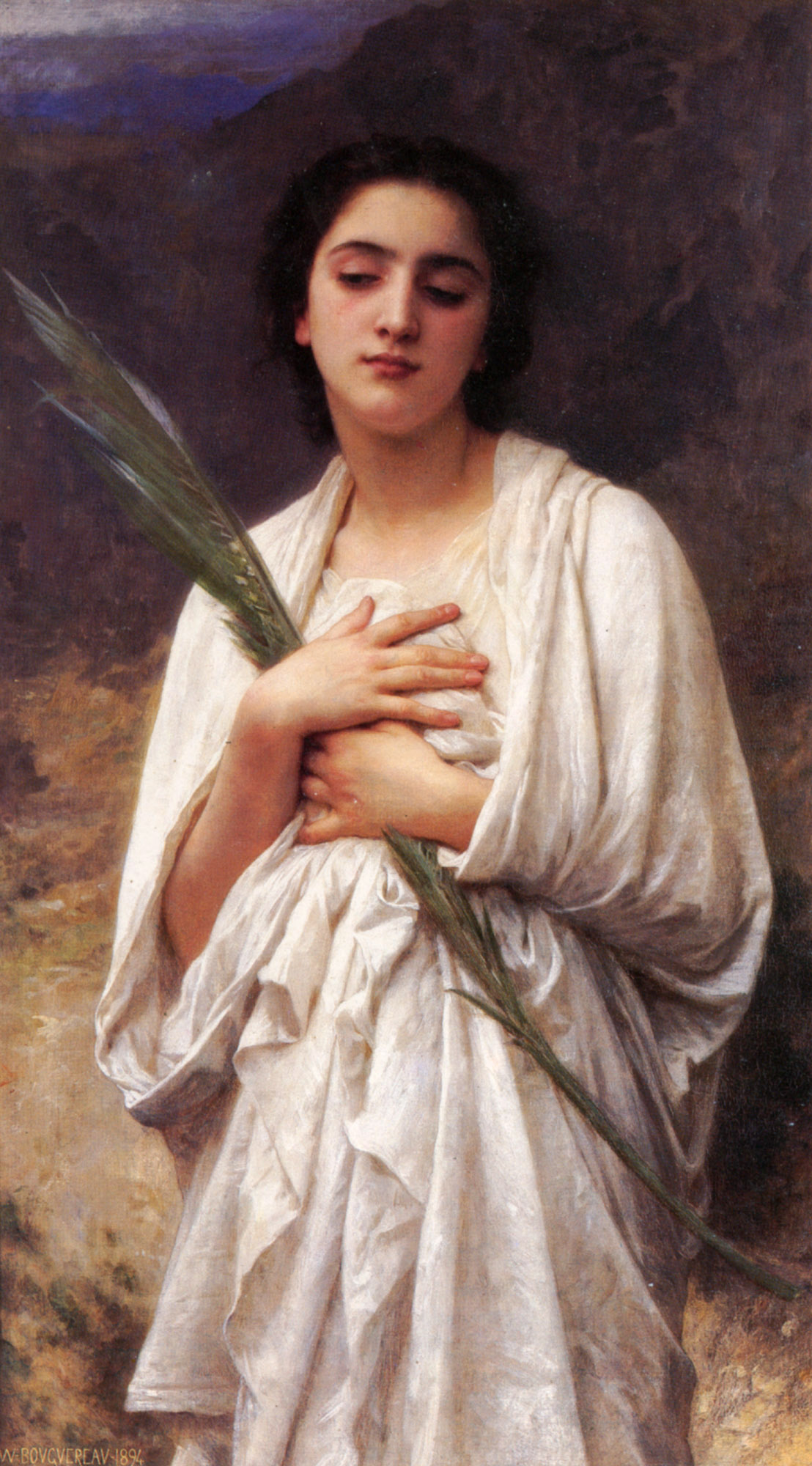
William-Adolphe Bouguereau, La foglia di palma
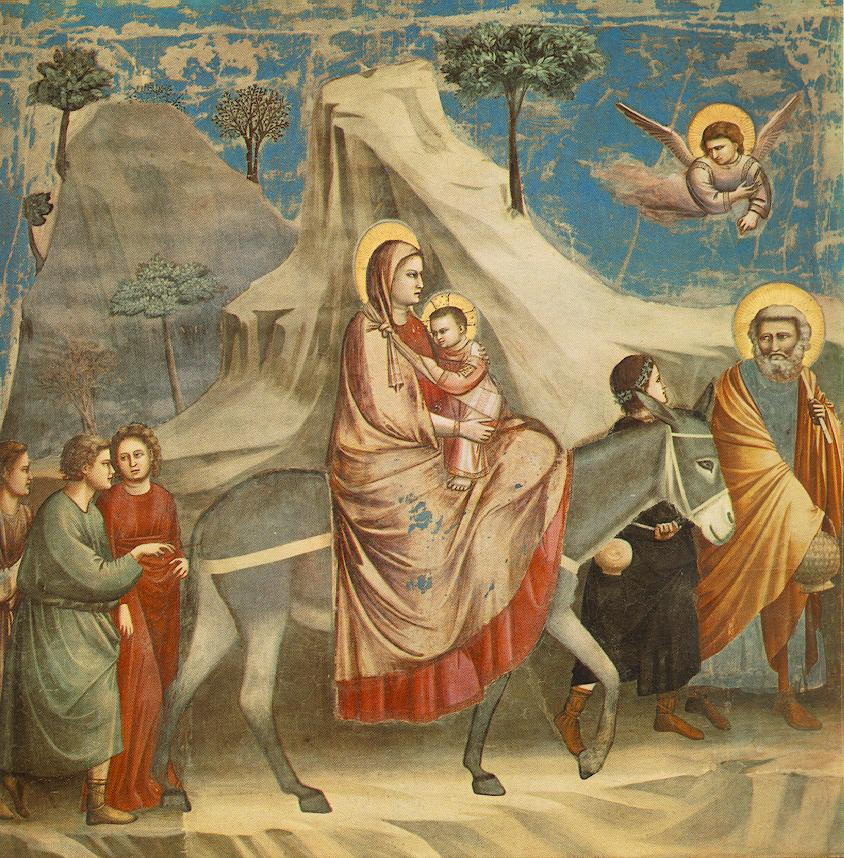
Giotto di Bondone, Fuga in Egitto, Cappella degli Scrovegni, Padova
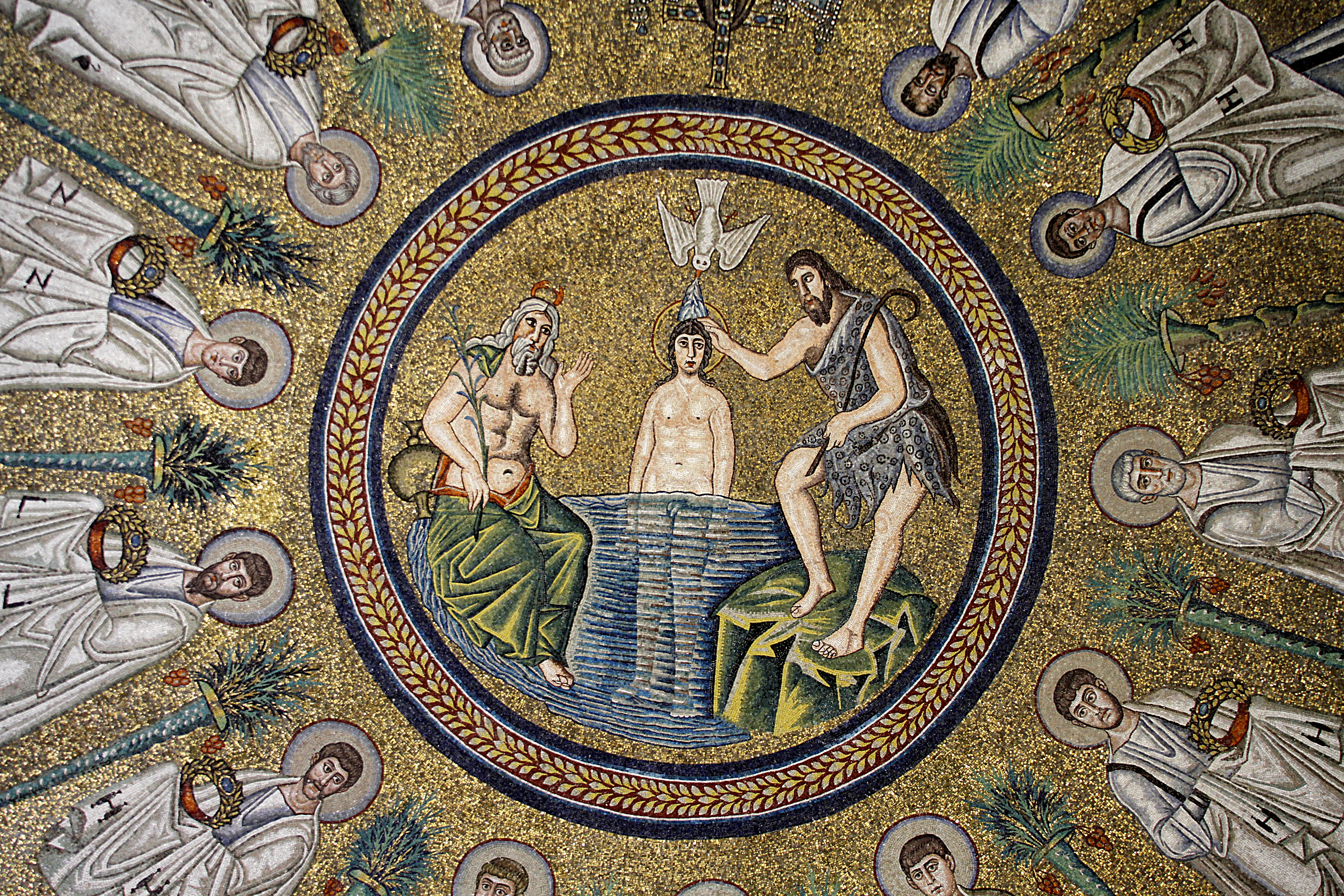
Mosaici nella cupola del Battistero degli ariani, Ravenna
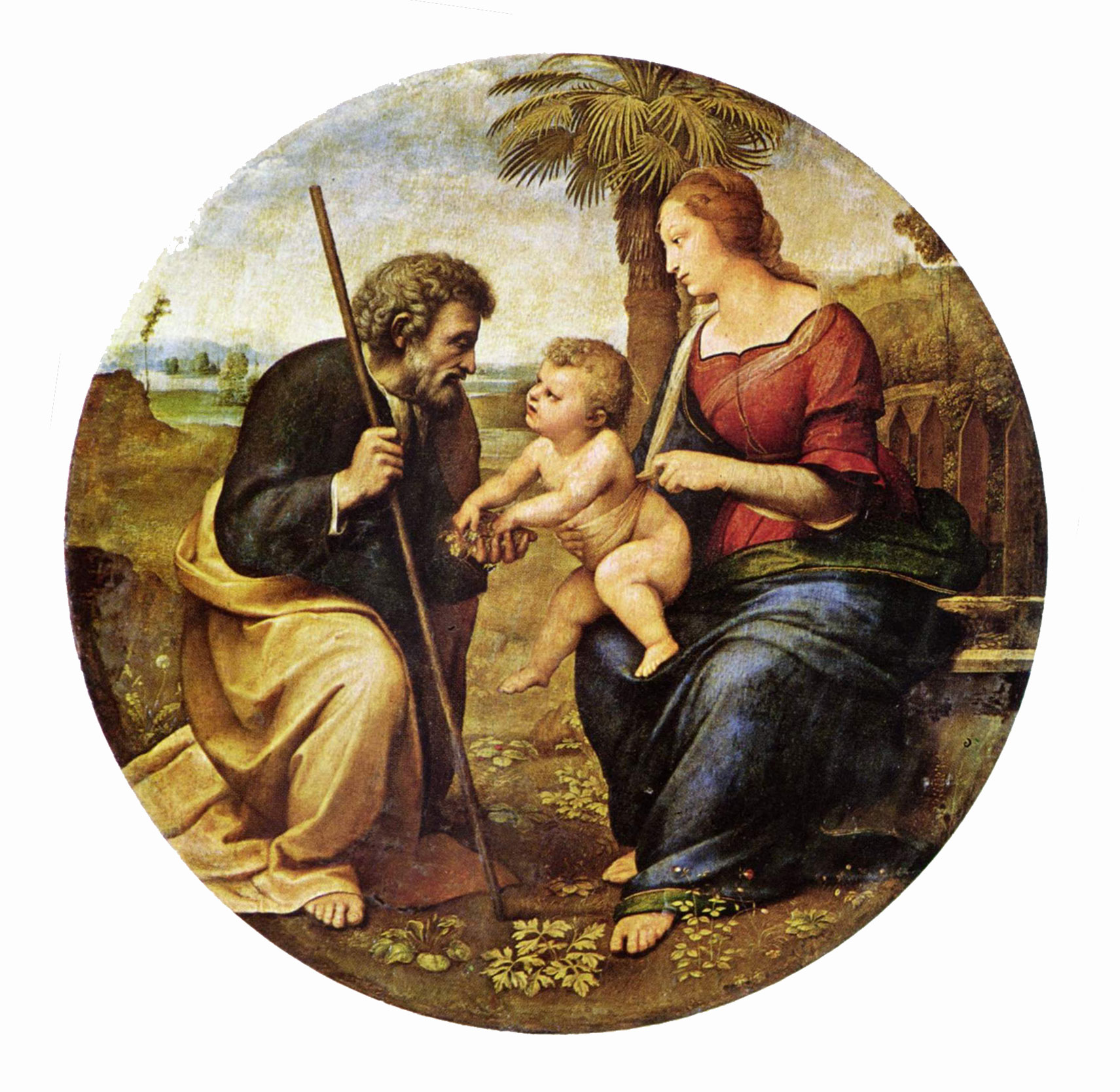
Raffaello Sanzio, Sacra Famiglia con palma
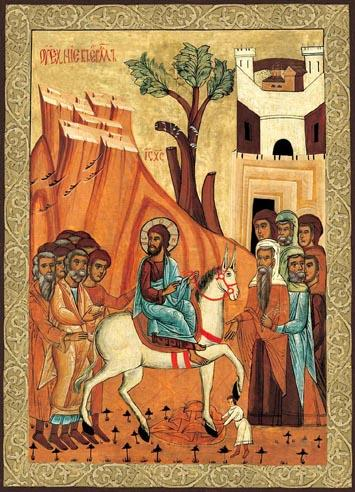
icona raffigurante l'entrata di Gesù in Gerusalemme